# Titularbistum Agbia
Koordinaten: 36° 23′ 35,1″ N, 9° 13′ 42,4″ O
Agbia ist ein Titularbistum der römisch-katholischen Kirche.
Es geht zurück auf einen untergegangenen Bischofssitz in der gleichnamigen antiken Stadt, die in der römischen Provinz Africa proconsularis lag. Der Bischofssitz war als Suffragandiözese der Kirchenprovinz Karthago zugeordnet.
| Titularbischöfe von Agbia |                              |                                                                                |                   |                    |
| Nr.                       | Name                         | Amt                                                                            | von               | bis                |
| 1                         | Michał Godlewski             | Weihbischof in Lutsk (Ukrainische Sozialistische Sowjetrepublik)               | 21. Oktober 1916  | 14. Januar 1949    |
| 2                         | Inácio João Dal Monte OFMCap | Koadjutorbischof von Joinville (Brasilien)                                     | 15. März 1949     | 21. Mai 1952       |
| 3                         | Alfonso Zaplana Bellizza     | Weihbischof in Trujillo (Peru)                                                 | 14. Juli 1952     | 17. Dezember 1957  |
| 4                         | Bartholomew Kim Kyon Pae     | Apostolischer Vikar von Chonju (Korea)                                         | 26. Januar 1957   | 30. April 1960     |
| 5                         | Leo Lemay SM                 | Apostolischer Vikar der Nördlichen Salomonen (Territorium Papua und Neuguinea) | 14. Juni 1960     | 15. November 1966  |
| 6                         | António Valente da Fonseca   | emeritierter Bischof von Vila Real (Portugal)                                  | 10. Januar 1967   | 27. Januar 1971    |
| 7                         | Jakob Mayr                   | Weihbischof in Salzburg (Österreich)                                           | 12. März 1971     | 20. September 2010 |
| 8                         | Pedro Cunha Cruz             | Weihbischof in São Sebastião do Rio de Janeiro (Brasilien)                     | 24. November 2010 | 20. Mai 2015       |
| 9                         | Uriah Ashley                 | Weihbischof in Panama (Panama)                                                 | 25. Juni 2015     | 25. November 2020  |